# وحيدات المسلك
وحيدات المسلك أو أحاديات المسلك(الاسم العلمي: Monotremata) هي رتبة حيوانات ثديية بيوضة. تملك مسلك واحد للإبراز والتناسل وتتشابه في كثير من خصائصها مع الزواحف وتتميز أنواع هذه الرتبة بالخصائص التالية :
- تملك عظام قوية وكثيرة في الزنار الصدري
- عظامها صنوبرية وأضلاعها عنقية
- لا تملك عظام دمعية
- تتكاثر بفضل وجود قناة جنسية وخصيات بطنية وحويصلات منوية وبروستاتا ولكنها لا تملك عظمة القضيب
- لا تملك صوان للسمع بل تملك حلقات طبلانية (تشبه الطبلة لدى الإنسان)
- لا تملك أثداء ولا حلمات ولكنها تغذي صغارها من فصّين صغيرين في كيس مؤقت

## الخصائص العامة
مثل الثدييات الأخرى، فإن وحيدات المسلك هي ذوات الحرارة الداخلية مع معدل استقلاب مرتفع (على الرغم من أنه ليس مرتفعًا مثل الثدييات الأخرى)؛ لديهم شعر على أجسادهم؛ تنتج الحليب من خلال الغدد الثديية لإطعام صغارها؛ لديهم عظمة واحدة في الفك السفلي؛ ولديهم ثلاثة عظام الأذن الوسطى.
تشترك وحيدات المسلك مع الزواحف والجرابيات في عدم وجود الهيكل الترابطي (جسم ثفني) والذي يعتبر في ثدييات المشيمة طريق الاتصال الأساسي بين نصفي الكرة المخية الأيمن والأيسر. ومع ذلك، فإن الصوار الأمامي يوفر مسارًا بديلًا للاتصال بين نصفي الكرة المخية، وفي وحيدات المسلك والجرابيات، يحمل كل الألياف الصوارية الناشئة من القشرة الحديثة، بينما في ثدييات المشيمة يحمل الصوار الأمامي بعضًا فقط من هذه الألياف.
لا تمتلك وحيدات المسلك أسنانًا كبالغين. تمتلك الأحافيروصغار خلد الماء الحديثة شكل "ثلاثي الأسنان" من الأضراس (مع سطح الإطباق المكون من ثلاثة نتوءات مرتبة في مثلث)، وهو أحد السمات المميزة للثدييات الموجودة. تشير بعض الأعمال الحديثة إلى أن وحيدات المسلك اكتسبت هذا الشكل من الأضراس بشكل مستقل عن ثدييات المشيمة والجرابيات، على الرغم من أن هذه الفرضية لا تزال محل جدل. قد يكون فقدان الأسنان في وحيدات المسلك الحديثة مرتبطًا بتطور قدرتها على الاستشعار الكهربائي.
تختلف طريقة تركيب فكوك أحاديات المسلك إلى حد ما عن فكوك الثدييات الأخرى، كما تختلف عضلة فتح الفك. وكما هو الحال في جميع الثدييات الحقيقية، فإن العظام الصغيرة التي تنقل الصوت إلى الأذن الداخلية تكون مدمجة بالكامل في الجمجمة، بدلاً من أن تقع في الفك كما هو الحال في الزواحف غير الثديية (كلبيات الاسنان) وغيرها من الزواحف الشبيهة بالثدييات (مندمجات الاقواس). يُزعم الآن أيضًا أن هذه الميزة تطورت بشكل مستقل في أحاديات المسلك والوحشيات، على الرغم من أنه كما هو الحال مع التطور التماثلي للأضراس ثلاثية الأسنان، فإن هذه الفرضية محل خلاف. ومع ذلك، تؤكد الاكتشافات على الأنواع المنقرضة تيينولوفوس أن عظام الأذن المعلقة تطورت بشكل مستقل بين أحاديات المسلك والوحشيات. لا يزال الفتح الخارجي للأذن يقع عند قاعدة الفك.
كشف تسلسل جينوم خلد الماء أيضًا عن نظرة ثاقبة في تطور عدد من صفات وحيدات المسلك، مثل السم والكهرباء، بالإضافة إلى إظهار بعض السمات الفريدة الجديدة، مثل امتلاك حيوانات وحيدات المسلك لـ 5 أزواج من كروموسومات الجنس وأن أحد كروموسومات X يشبه كروموسوم Z للطيور، مما يشير إلى أن كروموسومات الجنس الثانية للثدييات الجرابية والمشيمية تطورت بعد الانفصال عن سلالة وحيدات المسلك. يدعم إعادة البناء الإضافية من خلال الجينات المشتركة في كروموسومات الجنس فرضية التطور المستقل هذه. يُعتقد أن هذه الميزة، إلى جانب بعض التشابهات الجينية الأخرى مع الطيور، مثل الجينات المشتركة المتعلقة بوضع البيض، توفر بعض الرؤية حول السلف المشترك الأخير لسلالة مندمجات الأقواس التي تؤدي إلى الثدييات وسلالة عظائيات الوجه التي تؤدي إلى الطيور والزواحف الحديثة، والتي يُعتقد أنها انفصلت قبل حوالي 315 مليون عام خلال حقبة الفحمي. وجود جينات فيتيلوجين (بروتين ضروري لتكوين قشرة البيض) مشترك مع الطيور؛ يشير وجود هذا التقارب التطوري إلى أن السلف المشترك للوحيدات المسلكية والجرابية والمشيمية كان بياضًا، وأن هذه السمة احتفظت بها وحيدات المسلك ولكنها فقدت في جميع مجموعات الثدييات الأخرى الموجودة حاليًا. تشير تحليلات الحمض النووي إلى أنه على الرغم من أن هذه السمة مشتركة ومتجانسة مع الطيور، فإن خلد الماء لا يزال ثدييات وأن السلف المشترك للثدييات الموجودة حاليًا يرضع صغاره.
تحتوي وحيدات المسلك أيضًا على عظام إضافية في حزام الكتف، بما في ذلك عظم الكلكل وعظم الغراب، والتي لا توجد في الثدييات الأخرى. تحتفظ وحيدات المسلك بممشية تشبه الزواحف، مع وجود أرجل على جانبي أجسادها بدلاً من تحتها. تحمل قدم وحيد المسلك نتوءًا في منطقة الكاحل؛ النتوء غير وظيفي في القنفذ، لكنه يحتوي على سم قوي في خلد الماء الذكر. هذا السم مشتق من البيتا ديفنسينات، وهي بروتينات موجودة في الثدييات التي تخلق ثقوبًا في الفيروسات والبكتيريا المسببة للأمراض. يتكون بعض سموم الزواحف أيضًا من أنواع مختلفة من البيتا ديفنسينات، وهي سمة أخرى مشتركة مع الزواحف. يُعتقد أنه سمة ثديية قديمة، حيث تمتلك العديد من مجموعات الثدييات البدائية غير الوحيدات المسلك أيضًا نتوءات سامة.

## آكل النمل الشائك

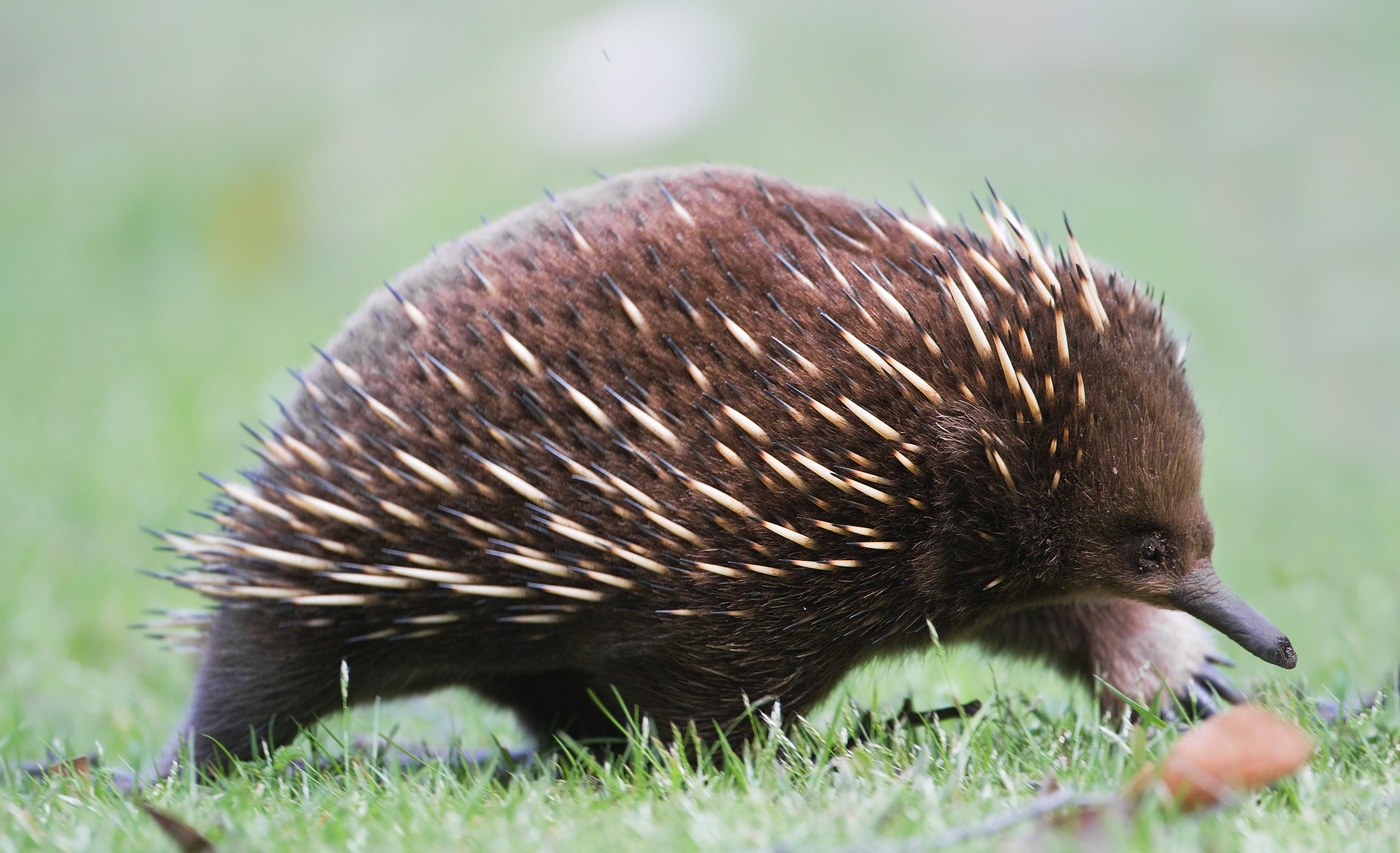
وحيدات المسلك

النوع الآخر الوحيد من وحيدات المسلك الذي ما زال موجودا في هذه الأيام هو آكل النمل الشائك، ويوجد منه خمسة أنواع موزعة بين أستراليا وغينيا الجديدة والأنواع الخمسة متشابهة مثل القنفذ تقريبا، وأجزاء جسمها العالية مكسوة بأشواك طويلة حادة. وتفضل هذه الحيوانات الأماكن الحرجية حيث تكثر النباتات الأرضية وهي مثل القنافذ تتجول في الليل بحثا عن حشرات أو مخلوقات صغيرة معتمدة على حاسة الشم لأن نظرها ليس قويا وهي تستخدم أطرافها الأمامية ومخالبها لتحفر التراب ثم تقبض على فريستها بلسانها الطويل اللزج الموجود في طرف خطمها وطعامها مؤلف من النمل والنمل الأبيض وهي قوية إلى درجة تمكنها من حفر تلال النمل والوصول إلى العمق بسرعة كبيرة وعندما تخاف من خطر ما تتجمع بشكل كرة وتتولى الأشواك إبعاد أي عدو قد يقترب منها.

## التوالد
يضع آكل النمل الشائك بيضة واحدة في أواخر الصيف ولكنه لا يبني عشا فالبيضة تنتقل إلى جيب (أو جراب) مؤقت مكون من طية جلدية على بطن الأم بخطمها أو بيدها وتفقس البيضة بعد عشرة أيام. ويلحس الصغير حليب أمه ويظل ضمن الجراب لمدة حوالي عشرة أسابيع وعند ذاك تكون الأشواك على جسمه قد بدأت تقسو فتتركه الأم في مكان أمين، تزوره بانتظام وتغذيه وبعد حوالي سنة يكون الصغير قد أكمل نموه وأصبح قادرا على العناية بنفسه.

## العيش في الأسر
آكل النمل الشائك يعمر طويلا حوالي 50 سنة تقريبا وهو من الحيوانات التي يسهل وضعها في حدائق الحيوان فتعيش سعيدة. وبالمقابل فإن منقار البط لا يحب الأسر ويموت عادة. غير أن أحد علماء الطب الأستراليين نجح في توليده. فقد بنى نفقا طويلا وعشا متصلا بحوض للسباحة، وتزاوج اثنان من منقار البط ووضعت الأنثى صغيرين مات أحدهما أما الآخر فقد عاش وكبر وأكمل نموه.